# Робель, Леон
Лео́н Робе́ль (фр. Léon Robel; 15 февраля 1928, Париж — 31 января 2020, Париж) — французский славист, литературовед, лингвист; переводчик, поэт.

## Биография
Леон Робель родился 15 февраля 1928 года в Париже. Отец, Эмиль Робель, был выходцем из Молдавии.
Изучал классическую филологию и русский язык в Сорбонне. В 1952—1959 годах преподавал русский язык во французских лицеях.
Профессор высшей школы перевода (1960—1970), штатный профессор Национального института восточных языков и культур (INALCO, Париж) (1964—1968), затем почётный профессор. В 1970—1988 годах был директором Центра сравнительной поэтики (кружка Поливанова) при INALCO, действовавшего под эгидой международного научного комитета. Заведовал русскими фондами архива Луи Арагона и Эльзы Триоле.
В разные годы Леон Робель был членом учёных советов университета Сорбонна, Института славяноведения, Международной комиссии поэтики и стилистики Международного комитета славистов; экспертом ЮНЕСКО по славянской программе, секретарём Международной ассоциации по изучению и распространению славянских культур.
Входил в редколлегии журналов Europe, «Тетради по сравнительной поэтике», был редактором научной серии MEZURA (Publications Langues O).
В сферу научных интересов входят русская и советская литература, французская поэзия, советская культура, лингвистическая поэтика, теория перевода.
Переводил произведения Максима Горького, прозу Александра Солженицына, стихи Семёна Кирсанова, Андрея Вознесенского, Владимира Бурича, Олжаса Сулейменова. Координатор, основной переводчик и редактор антологии чувашской поэзии L’oeil des champs («Глаза полей»), опубликованной по эгидой ЮНЕСКО в 1996 году. В переводе Робеля были изданы девять поэтических сборников и книга эссе Геннадия Айги.
Скончался 31 января 2020 года в Париже.

## Награды и премии
- Орден «Знак Почёта» (16.12.1967)[3]
- Кавалер знака отличия Palmes académiques[1]
- Лауреат премии и медали В. Е. Митты (1996)[1]
- Международная отметина имени отца русского футуризма Давида Бурлюка[4]

### Рецензии
- С. Д. [Рецензия на книгу: Леон Робель. Айги / Перевод с франц. О. Северской. М.: Аграф, 2003. 224 с.] // Литература. — 2003. — № 29.